# Fahad al-Bishi
Fahad al-Bishi (arabe : فهد الهريفي البيشي), aussi connu sous le nom de Fahd Al-Herafy (né le 10 septembre 1965 à Bisha en Arabie saoudite), est un footballeur saoudien, qui jouait en tant qu'attaquant.

## Biographie
Al-Bishi a joué avec l'équipe d'Arabie saoudite de football lors de la coupe du monde de football 1994. Il prend ensuite sa retraite internationale juste après le mondial américain.

## Palmarès
- Meilleur joueur arabe de l'année : 1988
- Meilleur buteur de la Coupe d'Asie 1992 : 3 buts
- Premier joueur arabe à recevoir le Soulier d'or Adidas
- Premier joueur à inscrire un but lors de la Coupe du roi Fahd 1992
- Premier joueur arabe et asiatique à inscrire un but en Coupe du monde des clubs de la FIFA en 1999 (contre le Real Madrid CF)
- Premier passeur saoudien en coupe du monde contre les Pays-Bas (1994, but de Fuad Amin).